# Budzisław (powiat radziejowski)
Budzisław – wieś w Polsce położona w województwie kujawsko-pomorskim, w powiecie radziejowskim, w gminie Bytoń.
Wieś sołecka.

## Podział administracyjny
Do 19 lipca 1924 wieś nosiła nazwę: Osipowo (gmina Bytoń, powiat nieszawski).
W latach 1954–1959 wieś należała i była siedzibą władz gromady Budzisław, po jej zniesieniu w gromadzie Nowy Dwór. W latach 1975–1998 miejscowość należała administracyjnie do województwa włocławskiego.

## Demografia
Według Narodowego Spisu Powszechnego (III 2011) liczyła 151 mieszkańców. Jest dziesiątą co do wielkości miejscowością gminy Bytoń.